# Locomotiva DB E 10
La locomotiva E 10 della Deutsche Bundesbahn, ora della Deutsche Bahn, è una serie di locomotive elettriche costruita a partire dal 1956 per il traino di convogli passeggeri veloci.
Nel 1968, con l'introduzione del nuovo sistema di numerazione dei rotabili della DB, le E 10 vennero riclassificate nel gruppo 110, mentre le unità della sottoserie E 10.12, equipaggiate con carrelli da 160 km/h, vennero classificate nel gruppo 112.